# Grävande journalistik
Grävande journalistik (även granskande eller undersökande journalistik) är ett begrepp som brukar användas för att särskilja en typ av journalistik som snarare än att bara rapportera om händelser syftar till att avslöja förhållanden som kan vara svåra och tidskrävande att få fram information om. Nils Hansson, ansvarig utgivare för Sveriges Televisions program för grävande journalistik, Uppdrag Granskning, definierar grävande journalistik som En egen granskning för att publicera uppgifter av stort allmänintresse som annars inte skulle komma fram. Ofta handlar det om uppgifter som någon har ett intresse av att dölja för allmänheten.
Grävande journalistik kan delas in i tre typer:
1. Rapportering om för allmänheten okända förhållanden som en journalist eller en grupp journalister upptäckt själva genom egna undersökningar.
2. Rapportering som kombinerar, analyserar och tolkar förhållanden som redan är kända.
3. Rapportering om för allmänheten okända förhållanden som grundar sig på annans upptäckt som förmedlats till journalisten eller en grupp journalister. Dessa förhållanden kan sedan kompletteras med egna undersökningar och egen tolkning och analys.

## Wallraffande
En särskild form av undersökande journalistik är att en längre tid vistas utklädd, under falsk identitet, i den miljö man önskar undersöka, vilket kallas wallraffande efter den tyske journalisten Günther Wallraff.

## Kända journalister som ägnar sig åt grävande journalistik
- Bob Woodward
- Seymour Hersh
- Jan Guillou
- Janne Josefsson
- Hamid Mir
- Hanna Krall
- Maria Ressa

## Sverige

### Guldspaden
Varje år delar Föreningen Grävande Journalister ut priset Guldspaden till den eller de journalister som gjort det främsta arbetet inom den grävande journalistiken i Sverige. Guldspadejuryn kan också dela ut ett eller flera hedersomnämnanden.

### Silverscoopan
2012 instiftade Föreningen Grävande Journalister tidskrift Scoop det nya journalistpriset Silverscoopan, som sedan lagts ned.

### Bristande mediegranskning
Therese Rosenvinge, journalist och producent för det mediegranskande radioprogrammet Medierna i P1,beskrev det 2019 som ett problem att det i Sverige är ont om oberoende mediegranskande journalistik.